# Río Claro (vattendrag i Chile, Región de O'Higgins, lat -34,27, long -70,59)
Río Claro är ett  vattendrag  i Chile.   Det ligger i regionen Región de O'Higgins, i den mellersta  delen av landet, 90 km söder om huvudstaden Santiago de Chile.
I omgivningen  kring Río Claro växer huvudsakligen savannskog och området är  glesbefolkat, med 11 invånare per kvadratkilometer.